# Saponara

Ubicació de Saponara dins de la província

Saponara (sicilià Sapunara) és un municipi italià, dins de la ciutat metropolitana de Messina. L'any 2007 tenia 4.051 habitants. Limita amb els municipis de Messina, Rometta i Villafranca Tirrena.

## Administració
| Període | Identitat     | Partit        |
| ------- | ------------- | ------------- |
| 2007-   | Nicola Venuto | Llista cívica |